# Éléonore de Lancastre
 (décembre 2023).
Si vous disposez d'ouvrages ou d'articles de référence ou si vous connaissez des sites web de qualité traitant du thème abordé ici, merci de compléter l'article en donnant les références utiles à sa vérifiabilité et en les liant à la section « Notes et références ».
Titres
Comtesse d'Arundel
5 février 1345 – 11 janvier 1372
(26 ans, 11 mois et 6 jours)
Comtesse de Surrey
30 juin 1347 – 11 janvier 1372
(24 ans, 6 mois et 12 jours)
Baronne Beaumont
10 mars 1340 – 14 avril 1342
(2 ans, 1 mois et 4 jours)
Éléonore de Lancastre (vers 1318 – 11 janvier 1372) est une aristocrate anglaise.

## Biographie
Née aux alentours de 1318, Éléonore de Lancastre est le sixième enfant d'Henri de Lancastre, 3e comte de Lancastre et de Leicester, et de son épouse Maud Chaworth. Son enfance demeure totalement inconnue, si ce n'est que sa mère meurt prématurément avant le 3 décembre 1322, et il est possible qu'elle ait été élevée seule auprès de son père jusqu'à son mariage. Peu avant le 6 novembre 1330, Éléonore épouse Jean de Beaumont, le fils et héritier d'Henri de Beaumont, 1er baron Beaumont. Ce mariage s'inscrit dans l'alliance conclue entre Henri de Lancastre et Henri de Beaumont, deux importants seigneurs du Nord de l'Angleterre, et suit de peu celui du frère d'Éléonore, Henri de Grosmont, et de la sœur de John, Isabelle de Beaumont, célébré le 24 juin précédent. Appréciés par le roi Édouard III et son épouse Philippa de Hainaut, Éléonore et son époux les accompagnent entre juillet 1338 et février 1340 dans le duché de Brabant.
Éléonore de Lancastre devient prématurément veuve le 14 avril 1342, son époux étant décédé à la suite d'une blessure reçue en plein tournoi. Elle bénéficie de la faveur de son cousin Édouard III, car ce dernier lui accorde l'honneur de conserver la totalité des possessions de son défunt mari à titre de douaire et non un tiers de celles-ci, comme le définit alors la loi. Devenue la maîtresse de Richard FitzAlan, 3e comte d'Arundel, Éléonore l'épouse en secondes noces le 5 février 1345 à Stoke Poges, dans le Buckinghamshire, en présence du roi et de la reine. Deux mois auparavant, le 4 décembre 1344, Richard FitzAlan a obtenu du pape Clément VI l'annulation de son premier mariage avec Isabelle le Despenser, au motif que le couple a été « contraint [...] à cohabiter, de sorte qu'un fils est né », bien que les conjoints aient « expressément renoncé » à leurs vœux conjugaux à la puberté, ayant été contraints dans leur enfance à les contracter « par peur de leurs proches ».
En juillet 1345, Éléonore obtient du pape que sa future descendance avec Richard FitzAlan soit reconnue comme légitime, ce qui pourrait laisser supposer qu'elle était déjà enceinte au moment de ses secondes noces. Ce qui est sûr, en revanche, c'est que l'annulation du premier mariage de Richard FitzAlan délégitime son fils Edmond, qu'il a eu avec Isabelle le Despenser, et rend les futurs enfants qu'il aura avec Éléonore seuls héritiers de ses titres et possessions. Éléonore meurt le 11 janvier 1372 à Arundel, dans le Sussex, et est inhumée au prieuré Saint-Pancrace de Lewes. À sa propre mort en 1376, son époux demande dans son testament à être enterré « près de la tombe d'Éléonore de Lancastre, ma femme ; et je désire que ma tombe ne soit pas plus haute que la sienne, qu'aucun homme d'armes, cheval, corbillard ou autre pompe ne soit utilisé à mon enterrement, mais seulement cinq torches, [...] comme il l'était pour le corps de ma femme, soient autorisées ». 

## Postérité artistique
Le poète britannique Philip Larkin décrit dans son poème An Arundel Tomb les gisants présumés d'Éléonore de Lancastre et de son second époux Richard FitzAlan en la cathédrale de Chichester, où un mémorial semble avoir été érigé en leur honneur.

## Descendance
De son premier mariage avec Jean de Beaumont, Éléonore de Lancastre a deux enfants :
- Henri de Beaumont (4 avril 1340 – 25 juillet 1369), 3e baron Beaumont, épouse Margaret de Vere ;
- Jeanne de Beaumont.

De son second mariage avec Richard FitzAlan, elle a cinq autres enfants :
- Richard FitzAlan (vers 1346 – 21 septembre 1397), 4e comte d'Arundel, épouse Élisabeth de Bohun, puis Philippa Mortimer ;
- Jeanne FitzAlan (vers 1347 – 7 avril 1419), épouse Humphrey de Bohun, 7e comte de Hereford, 6e comte d'Essex et 2e comte de Northampton ;
- John FitzAlan (vers 1348 – 16 décembre 1379), 1er baron Arundel, épouse Eleanor Maltravers ;
- Alice FitzAlan (vers 1350 – 17 mars 1416), épouse Thomas Holland, 2e comte de Kent ;
- Thomas Arundel (vers 1353 – 19 février 1414), évêque d'Ely, puis archevêque d'York et enfin archevêque de Canterbury.